# Steve Bull
Stephen George „Steve“ Bull (* 28. März 1965 in Tipton, West Midlands) ist ein ehemaliger englischer Fußballspieler, der sowohl langjährig für die Wolverhampton Wanderers als auch dreizehnfach für die englische Nationalmannschaft gespielt hat.

## Sportlicher Werdegang
Nachdem Steve Bull die Willingsworth High School verlassen hatte, schloss sich der Stürmer im Jahre 1981 dem heimischen Amateurverein Tipton Town an. Sein erster bedeutender Verein sollte dann West Bromwich Albion sein, den er dann 1986 für eine Ablösesumme von 65.000 Pfund in Richtung der Wolverhampton Wanderers wieder verließ.
Während seines bis 1999 andauernden dreizehnjährigen Aufenthalts in Wolverhampton wurde er zu einem der erfolgreichsten Vereinsspieler und errang zahlreiche interne Rekorde. Dazu zählten seine 306 Tore, von denen er 250 in Meisterschaftsspielen schoss. Bei den Anhängern erspielte er sich damit einen Legendenstatus, der sich in der nach Bull benannten Haupttribüne im heimischen Molineux Stadium ausdrückte.
Er debütierte für die „Wolves“ am 22. November 1986 und sollte in insgesamt 561 Spielen – darunter 464 in der englischen Liga – auflaufen. Anschließend wechselte er noch kurzfristig für zwölf Spiele zu Hereford United, den sein ehemaliger Trainer Graham Turner betreute.
In der Saison 1987/88 schoss er für seinen damals noch viertklassigen Verein 52 Tore und führte diesen zum Aufstieg als Meister der Fourth Division. Zudem war Wolverhampton damit neben dem FC Burnley die einzige Mannschaft, die auf allen vier Profiligaebenen Englands die Meisterschaft gewinnen konnte. Im Jahr darauf gelang über die Drittligameisterschaft der sofortige Durchmarsch in die Second Division und Bull steigerte seine Torquote mit 53 Treffern noch ein weiteres Mal und erzielte somit unerreichte 105 Tore in zwei Spielzeiten. Obwohl er nur in der dritten Liga aktiv war, wurde er dann dennoch in die englische Nationalmannschaft berufen, wo er im Hampden Park gegen Schottland zu seinem ersten Länderspiel kam.
Auch in der zweiten Liga zeigte Bull gute Leistungen und blieb seinem Verein treu, obwohl er Angebote von den Erstligisten Aston Villa, Coventry City, Newcastle United und sogar von dem italienischen Spitzenverein Juventus Turin erhielt, wobei er betonte, dass er primär die Wolves zurück in die oberste englische Spielklasse führen wollte.
Steve Bull kam während seiner 13 Länderspiele für England zu insgesamt vier Toren – darunter zwei Treffer in einem Weltmeisterschafts-Vorbereitungsspiel gegen die damalige Tschechoslowakei – und stand zudem im Kader für die WM 1990 in Italien. Einen Platz in Bobby Robsons Mannschaft hatte er sich dabei durch sein letztes Länderspieltor gegen Tunesien gesichert.
Bull wurde bei der Weltmeisterschaft gegen Irland, die Niederlande und Belgien jeweils nur eingewechselt und spielte danach wieder gegen Ägypten von Beginn an. Sein letztes Länderspiel bestritt er im Oktober 1990 gegen Polen und wurde danach vom neuen Nationaltrainer Graham Taylor, der später Bull noch bei den Wolves trainieren sollte, nicht mehr berücksichtigt.
In den Jahren 1995 und 1997 stand Bull kurz vor dem Aufstieg in die Premier League, als die Wolves jedoch in beiden Fällen in den Play-off-Begegnungen scheiterten. Während seiner letzten beiden Spielzeiten in Wolverhampton hatte Bull vermehrt mit Verletzungen zu kämpfen, die dazu führten, dass er seinen Platz in der ersten Mannschaft verlor. Im Juli 1999 verkündete er daraufhin seinen Rücktritt.
Er feierte rund zwei Jahre später ein kurzzeitiges Comeback, als er in der Football Conference bei Hereford United unter seinem ehemaligen Trainer Graham Turner als Spieler und Kotrainer anheuerte.
Im Dezember 1999 wurde „Bully“, wie Steve Bull von seinen Anhängern genannt wurde, für seine sportlichen Leistungen mit dem Order of the British Empire als MBE ausgezeichnet, obwohl er insgesamt nur wenige Erstligaspiele mit West Bromwich Albion absolviert und danach stets unterhalb der Eliteklasse gespielt hatte.